# Ebo bharatae
Ebo bharatae es una especie de araña cangrejo del género Ebo, familia Philodromidae. Fue descrita científicamente por Tikaderen  1965.

## Distribución
Esta especie se encuentra en India (islas Andamán).